# Hypéride
Sauf précision contraire, les dates de cet article sont sous-entendues « avant l'ère commune » (AEC), c'est-à-dire « avant Jésus-Christ ».
 (octobre 2023).
Hypéride, en grec ancien Ὑπερείδης / Hypereídês, né à Athènes en 389, mort en 322 à Égine, fut l'un des dix orateurs attiques et un homme d'État athénien, contemporain de Démosthène.

## Biographie
Fils de Glaucippe, Athénien de bonne famille, Hypéride suit l'enseignement de Platon et d'Isocrate, puis se spécialise dans la rhétorique. En 360, pendant la guerre sociale, il commence par attaquer en justice Autoclès, un général athénien ayant un commandement en Thrace, pour trahison. À partir de 346, il se range aux côtés de Démosthène, contre Philippe II de Macédoine. Il est membre du Conseil en 338, en conséquence de quoi il ne peut prendre part à la bataille de Chéronée. En 324, l'affaire d'Harpale a raison de son amitié pour Démosthène : Hypéride figure parmi les dix accusateurs publics contre ce dernier. Après l'exil du grand orateur, il prend la tête du parti anti-macédonien[réf. souhaitée]. Après la mort d'Alexandre le Grand en -323, il est le promoteur de la Guerre lamiaque contre Antipater. Cette même année, le peuple le désigne pour prononcer l'éloge funèbre du stratège Léosthène et de ses soldats, tombés au cours de la guerre. Après la défaite décisive de Crannon, en -322, il est torturé (on lui arrache la langue) puis exécuté par le parti pro-macédonien, avec ses partisans.

## Œuvres
Hypéride était renommé pour l'adresse de ses discours, pleins d'élégance et d'aisance, et souvent d'ironie, ainsi que pour la solidité de leur composition. On lui reprochait néanmoins de manquer d'ampleur. Les anciens le classent deuxième derrière Démosthène dans le classement des orateurs, mais beaucoup le placent même premier devant Démosthène.
Dans l'Antiquité, on connaissait 52 discours attribués à Hypéride. Ces œuvres ont été perdues, et l'on n'en connaissait presque rien avant le milieu du XIXe siècle: on a alors découvert des rouleaux de papyrus qui ont livré des fragments importants de six discours. Ils proviennent d'une tombe thébaine, en Égypte, découverte en 1849, et d'une autre découverte en 1856.
Parmi ces discours on trouve :
- Contre Philippidès, procès en illégalité : Philippidès a proposé un décret attribuant une  couronne honorifique à des proèdres, présidents d’une réunion de l’assemblée où l’on a voté des honneurs au roi de Macédoine.
- Contre Athénogène dont une grande partie est conservée. Il l’a rédigé en tant que logographe pour un procès civil. Le client d’Hypéride s’intéressait à un esclave d’Athènogène mais celui-ci le lui vend avec un contrat compliqué qui lui coûte finalement très cher. Il accuse Athénogène de l’avoir escroqué.
- Contre Démosthène. Hypéride s’attaque à Démosthène en 323 av. J.-C. dans le cadre de l’affaire d'Harpale où Démosthène est accusé de corruption. Il fait en effet partie des accusateurs désignés par le peuple. Démosthène est alors condamné à une lourde amende.
- L'oraison funèbre des morts de la guerre lamiaque (323). Il s'agit d'un discours remarquable, dont la péroraison est restée célèbre. En outre, il s'agit d'un des rares exemples authentiques d'oraison funèbre qui nous sont parvenus[3].
- Pour Lycophron et un Pour Euxénippe, deux discours où il défend des accusés de Lycurgue.
- Un plaidoyer pour une courtisane, Phryné, dont il était un des amants, poursuivie pour impiété.

L’un de ses discours, Contre Dorothée, est discuté : il pourrait appartenir à Philinos d'Athènes.
Récemment, l'étude du palimpseste d'Archimède par Natalie Tchernetska a permis d'identifier par-dessous les textes de prières byzantins dix pages jusqu'alors inédites des fragments de la fin du Contre Diondas et du début du Contre Timandre, discours dont on ne connaissait que de brefs extraits. D'après la forme d'écriture employée, Nigel Wilson date cette version manuscrite du XIe siècle. Ces fragments, d'une lecture difficile en raison du mauvais état du palimpseste, ont été publiés une première fois en 2005 par Natalie Tchernetska, puis en version corrigée en 2007 et en 2008.

### Discours connus
- Contre Antias
- Contre Archéstratidès
- Contre Aristophon
- Contre Athénogène
- Contre Autoclès
- Contre Démade
- Contre Démétrias
- Contre Démosthène
- Contre Diondas
- Contre Diopéithès
- Contre Philippidès
- Contre Philocratès
- Contre Timandre
- Déliaque (Pour Délos)
- Oraison funèbre de Léosthénès et ses hommes
- Pour/Contre Aristogiton
- Pour Chairéphilos
- Pour Euxénippe
- Pour Lycophron
- Pour Phryné =Contre Euthias